# 邱兴华杀人案
邱兴华杀人案，又称陕西汉阴“7·16”特大杀人案，是指2006年，发生在陕西省汉阴县的一起恶性连环杀人案件。

## 案件相关人
邱兴华（1959年1月1日—2006年12月28日），本案被告，陕西省石泉县人。狱中写两本书。《7月16号轰动全国的特大杀人犯邱兴华的写真》和《金笔定江山》。

## 事发经过
2006年6月18日、7月2日，邱兴华与其妻何冉鳳先后两次到陕西省汉阴县铁瓦殿道观抽签、还愿。其间，因邱兴华擅自移动道观内两块石碑而与道观管理人员宋道成发生争执，同时其认为道观道長熊万成有调戏其妻的行为，由此产生杀人灭庙的动机。
2006年7月14日晚，邱兴华手持武器将铁瓦殿内道士等工作人员和香客等10人杀害，死者9男1女，年龄最大的62岁，最小的年仅12岁。作案后邱兴华烧殿潜逃。

## 公安机关侦查阶段
7月26日，公安部发出A级通缉令，同时悬赏5万元。
7月30日，在湖北省随州市武安铁路工地的一个临时工棚内，邱兴华持铁铲将工人周建平划伤，抢走一个黑色背包。
7月31日，邱兴华逃至湖北省随州市万福店农场魏岗村村民魏义凯家，抢劫1,302元并伤人，魏义凯后因抢救无效死亡。
8月2日，邱兴华被村民发现，200多名民警围山搜捕。
8月9日，邱兴华妻子和儿女对其喊话、规劝，无果。
8月11日，悬赏赏金上涨到10万元。
8月19日，邱兴华返回其在汉中租住的房子敲门时被4名民警当场制服，抓获归案。

## 检察机关审查阶段
根据检察机关确认，邱兴华利用斧头等利器攻击受害人的头部等致命部位。死者中，曾担任道观住持的熊万成双眼被割，心、肺被掏出，且被下锅炒熟，切成片放在盘中。其余死者则尸身完整。现场没有发现行凶武器，墙上则留有血写的“该杀”等极度仇恨字眼。

## 法院审理阶段及执行
10月19日，陕西省安康市中级人民法院审理后当庭做出一审判决：依故意杀人罪和抢劫罪数罪并罚，决定判处邱兴华死刑，剥夺政治权利终身；并处没收个人财产5000元。一审宣判后，邱兴华不服当庭表示要上诉；11月30日，邱兴华递交了上诉状。。
12月8日，陕西省高级人民法院刑事审判庭在安康铁路运输法院二审开庭，对邱兴华故意杀人一案进行了公开审理。期间，法庭对辩护人提供的邱兴华患有精神病的证明材料未予采纳，合议庭择日进行宣判。
12月28日，陕西省高级人民法院刑事审判庭在安康市中级人民法院开庭，当庭宣布维持一审死刑判决。邱兴华随后被押赴安康江北河岸边执行枪决，其临终陈述为“我该死，罪恶滔天，杀人偿命”。

## 评价及影响
- 本案中法院是否采纳邱兴华的精神鉴定书的问题，引发了学者和媒体的激烈争论[10][11][12][13][14][15]。